# Château de La Barthe (Hautes-Pyrénées)
Pour les articles homonymes, voir Barthe.
Ne doit pas être confondu avec Château de la Barthe.
Le château de La Barthe est un château datant du XIe siècle, construit à l'initiative de Mansion-Auriol.

## Localisation
Le château est situé sur la commune de La Barthe-de-Neste, en vallée de la Neste dans le département français des Hautes-Pyrénées en région Occitanie. 

## Histoire
Les vicomtes de Labarthe habitèrent le château jusqu’en 1330. Au XIe siècle les comtes d'Armagnac l'occupèrent et en 1475 il devient propriété des rois de France jusqu’à Louis XI.
Au XVIe siècle pendant les guerres de religion Henri IV ordonne la destruction du château par le sénéchal du roi de Toulouse.
Au XVIIIe siècle il est cédé au Duc d'Antin et racheté par Pierre de Lassus (1717-1784), seigneur de Labarthe, en 1759 dont la famille en est encore propriétaire.

## Description
Il ne reste qu’une partie du donjon bâti de galet.

## Galerie d'images

Sélection de vues du château
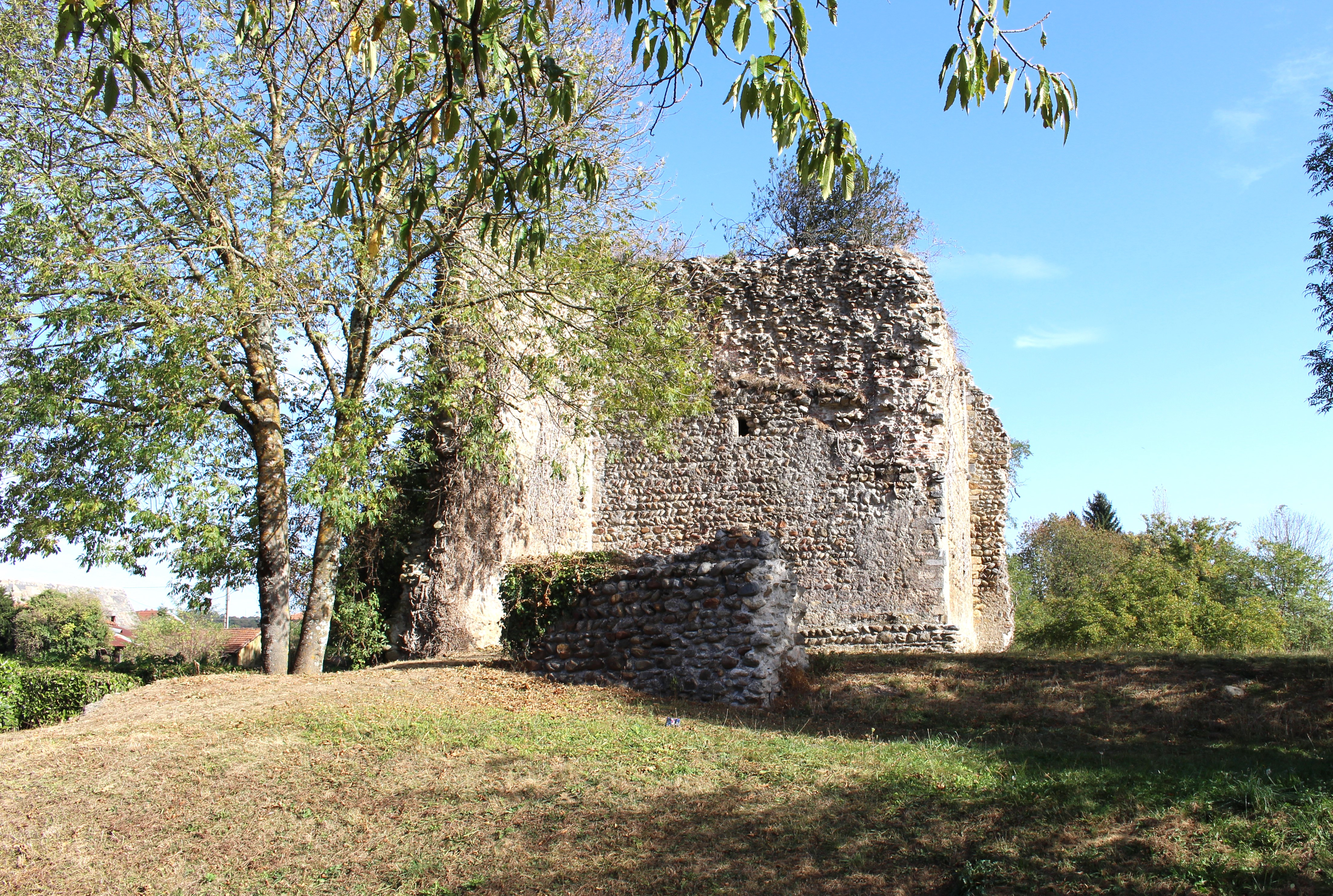
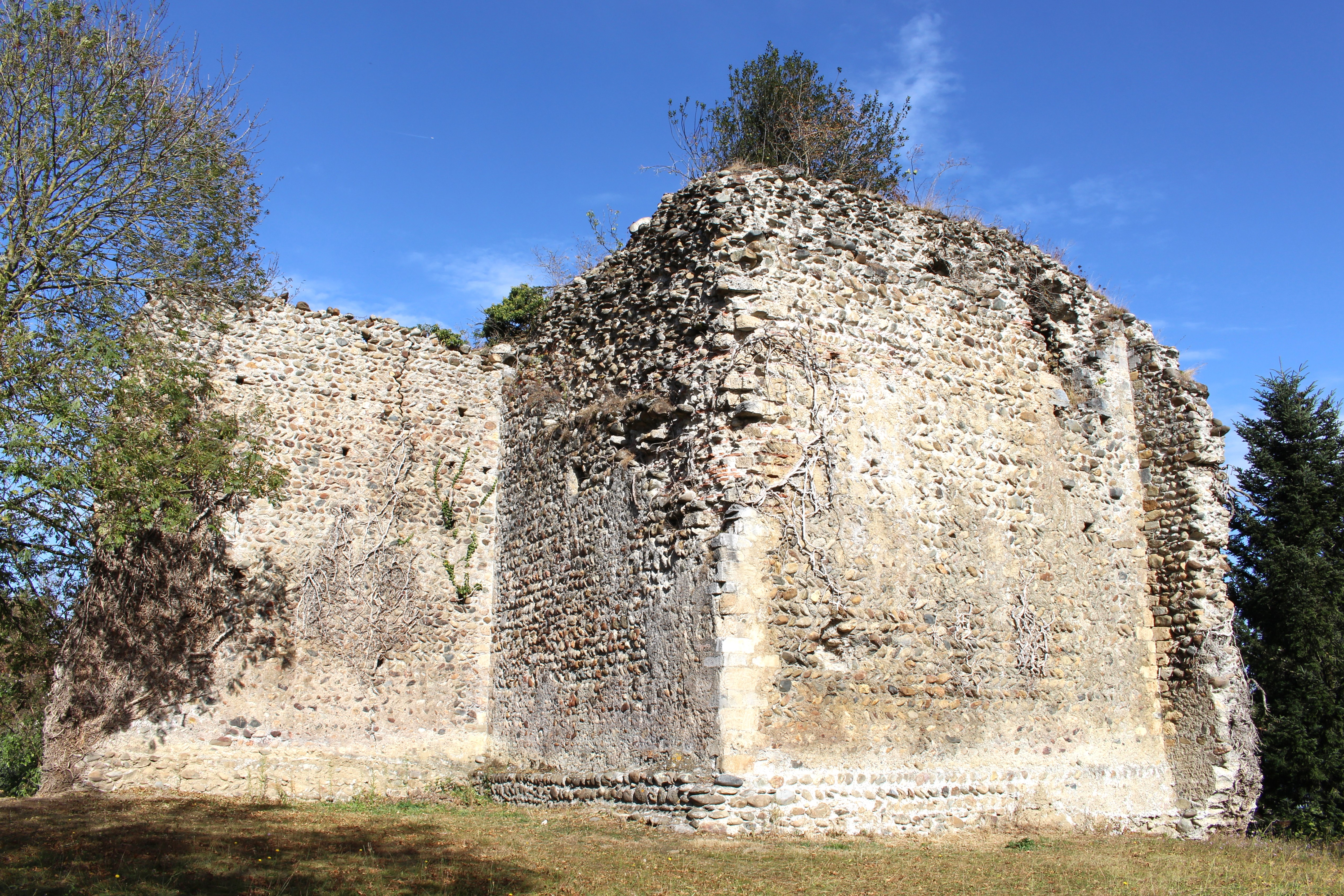